# Coya Knutson
Vous lisez un « bon article » labellisé en 2024.
Cornelia Genevive Knutson dite Coya Knutson, née Gjesdal le 22 août 1912 à Edmore (Dakota du Nord) et morte le 10 octobre 1996 à Edina (Minnesota), est une femme politique américaine.
Elle est connue par sa campagne victorieuse lors des élections pour la Chambre des représentants de 1954 pour le 9e district congressionnel du Minnesota. Elle défie le bureau du Parti démocrate-fermier-ouvrier et l'emporte face au républicain Harold Hagen, en exercice depuis 12 ans. 
Jusqu'à l'élection de Betty McCollum à la Chambre des représentants en 2000, Coya Knutson reste la seule femme jamais élue à la délégation du Minnesota pour le Congrès des États-Unis.
Elle est également célèbre pour les causes qui ont entraîné l'échec de sa réélection aux élections de mi-mandat de 1958. Une lettre connue sous le titre de « Coya, Come Home » (Coya, rentre à la maison), présumée rédigée par son mari, et abondamment publiée dans la presse de sa circonscription puis la presse nationale, lui coûte sa réélection. 
Sa carrière est présentée autant par ses succès législatifs significatifs dans l'agriculture, la protection des agriculteurs, l'enseignement primaire et supérieur, que comme un exemple du sexisme touchant les femmes en politique.

## Biographie

### Premières années
Cornelia Genevive Gjesdal est née le 22 août 1912 à Edmore en Dakota du Nord, d'une famille d'agriculteurs d'origine norvégienne et de confession luthérienne,. Ses parents, Kristian et Christina Gjesdal, sont actifs dans la Ligue non partisane (un mouvement politique de protection des agriculteurs, proche du Parti socialiste d'Amérique). 
Elle fait sa scolarité dans cette même ville et obtient son diplôme pour devenir enseignante à l'université d'État du Minnesota à Moorhead en 1934. En parallèle, elle suit brièvement  des études à Juilliard, un conservatoire supérieur de musique à New York, en 1935. Elle envisage un temps de se lancer dans une carrière musicale à la radio, avant de se tourner pleinement vers l'enseignement. 
Elle enseignera dans les villes de Penn (Dakota du Nord) puis Plummer et Oklee (Minnesota) pendant une douzaine d'années,.

### Carrière politique

#### Premiers pas
Inspirée par un discours tenu à la radio par la Première dame des États-Unis Eleanor Roosevelt en juin 1942, elle s'engage en politique en participant à des réunions d'agriculteurs d'Oklee. Par la suite, elle s'engage également dans le milieu associatif durant la Seconde Guerre mondiale, en travaillant pour l'agence fédérale mise en place par l'Agricultural Adjustment Act puis la Croix-Rouge locale d'Oklee. Elle devient membre du Parti démocrate-fermier-ouvrier (DFL) dès sa formation en 1944. Vers 1948, elle commence à occuper des positions de cadre au sein du parti.
En 1949, elle est encouragée par le DFL à candidater pour devenir députée de la Chambre des représentants du Minnesota. Elle mène une campagne atypique, en utilisant à la fois sa connaissance des problèmes familiers aux électeurs de sa circonscription et en même temps, en amusant les foules lors de ses déplacements avec son accordéon. Elle est élue en 1950. Elle restera titulaire de ce siège jusqu'en 1955 - effectuant deux mandats.

#### Au Congrès
Rapidement, Coya Knutson envisage de se lancer au niveau fédéral. Elle souhaite briguer pour les élections de 1954 le 9e district congressionnel de l'État du Minnesota alors détenu par Harold Hagen, représentant républicain de cette circonscription depuis 1943. Cependant, elle se heurte au bureau politique du DFL, qui présente déjà Curtiss Olson. 
Durant les primaires, elle traverse tout son district pour aller à la rencontre des agriculteurs ; cela lui permet de mettre en avant ses connaissances dans l'agriculture et d'établir sa popularité,. Elle traverse 15 comtés et parcourt plus de 25 000 miles (soit environ 40 200 km). Elle joue sur ses origines modestes et d'immigrée, ainsi que sur ses talents au chant, au piano et à l'accordéon afin d'attirer les foules,,. Tout en mobilisant la radio et la télévision, elle fait des dizaines de discours par jour, en se fondant notamment sur les problèmes rencontrés par les agriculteurs et le prix des denrées alimentaires. Elle défait Hagen avec 2 335 voix d'avance sur 95 663 exprimés,.
Elle fait ses premiers pas au 84e Congrès avec l'appui du représentant du Minnesota John Blatnik (en). Six mois après son entrée à la Chambre, elle rejoint la commission sur l'agriculture, par l'entremise du président de la chambre Sam Rayburn et du chef de la majorité démocrate John McCormack, malgré l'opposition du président de la commission Harold Cooley. Ses premières propositions concernent avant tout l'agriculture et l'alimentation ; elle avance des mesures pour faciliter la distribution intérieure et internationale de la production des exploitations agricoles, leur subvention, et la mise en place de programmes pour améliorer l'alimentation dans les cantines scolaires. Durant ses quatre années à la Chambre, 24 de ses 61 propositions de lois concernent l'agriculture.
Néanmoins, c'est dans le domaine de l'éducation que Knutson réalise son principal apport législatif. En 1958, par le biais d'une proposition de loi qui devient le titre II du National Defense Education Act (en),, elle permet la mise en place d'un ensemble de financements pour l'éducation (en particulier des bourses sur critères sociaux pour les étudiants du supérieur). Elle se fonde sur son expérience dans l'enseignement mais prend exemple sur le système éducatif norvégien. Cette loi comprend entre autres : des bourses pour les étudiants les plus démunis, des fonds pour les professeurs des collèges communautaires, le développement de programmes pour une télévision éducative et la construction d'établissements de formation professionnelle. Une autre de ses réalisations est la création de fonds pour la recherche sur la mucoviscidose.
Ses relations avec le DFL — depuis sa première victoire en 1954 — restent tendues durant ses deux mandats à la Chambre. Un épisode marquant est sa prise de position durant l'élection présidentielle de 1956, où elle défie le DFL rangé derrière une seconde candidature d'Adlai Stevenson. En effet, elle soutient activement le sénateur du Tennessee Estes Kefauver aux primaires démocrates. En tant que coprésidente du Parti démocrate du Minnesota, elle participe énergiquement à la campagne de Kefauver, apparaissant à ses côtés lors d'événements de campagne. Elle permet ainsi la victoire de Kefauver au Minnesota - même si celui-ci échoue dans la campagne nationale, il parvient à être placé sur le ticket démocrate comme colistier. En retour, ce dernier participe à la campagne de Knutson pour sa réélection contre son prédécesseur, Harold Hagen,. Il est à noter que la convention démocrate à Chicago est le lieu de tensions importantes entre Kefauver et Knutson contre les délégués du Minnesota et les partisans de Hubert Humphrey à la vice-présidence.

#### L'élection de 1958
Dès mai 1958, elle se prépare pour un troisième mandat aux élections de mi-mandat de 1958. Une lettre ouverte, présumée écrite par son mari, fait alors son apparition dans la presse du Minnesota durant les primaires du DFL. C'est le Fargo Forum qui publie cette lettre et lui attribue un titre qui passe à la postérité : « Coya, rentre à la maison »,. Cette lettre commande à Knutson de quitter la politique et alimente les rumeurs selon laquelle elle serait engagée dans une relation extraconjugale avec son chef de cabinet, Bill Kjeldahl.
Dans un premier temps, elle nie tout adultère auprès de la presse et remporte les primaires. Néanmoins, cette publicité négative endommage sa campagne pour sa réélection. Elle se refuse à répondre aux allégations de son mari et ne révèle pas les abus physiques et mentaux qu'elle subit de lui, dans un contexte sociétal où la pudeur conjugale est de mise. Son opposant politique aux élections générales, Odin Langen, capitalise sur cette lettre en menant une campagne ouvertement misogyne avec le slogan « Un homme fort pour un boulot d'homme »,,.
Malgré sa popularité auprès de ses électrices et électeurs ainsi que le soutien de ses collègues à la Chambre avec lesquels elle est parvenue à développer des relations professionnelles solides, elle échoue à un troisième mandat. Elle est devancée par Langen de 1 390 voix sur 94 336 exprimées. Elle est la seule titulaire démocrate à rater sa réélection, lors d'un scrutin où les démocrates enregistrent des résultats historiques, leur permettant de s'assurer une majorité franche dans la Chambre pour les 36 années suivantes.
Elle tente d'initier une enquête auprès du Sous-comité spécial sur les élections de la Chambre des représentants pour « conspiration malveillante ». Le sous-comité reconnait que « l'exploitation de la vie familiale de Mme Knutson fut un facteur déterminant dans sa défaite », mais ne fait aucun lien avec les opposants de Knutson, dont Odin Langen, et met fin à l'enquête.

##### La lettre
« Coya, I want you to tell the people of the 9th District this Sunday that you are through in politics. That you want to go home and make a home for your husband and son. As your husband I compel you to do this. I'm tired of being torn apart from my family. I'm sick and tired of having you run around with other men all the time and not your husband. I love you, honey,. »
« Coya, ce dimanche, je veux que tu dises aux électeurs du 9e district que c'est fini pour toi la politique. Que tu veux revenir à la maison et construire un foyer pour ton mari et ton fils. C'est ton mari qui te le demande. J'en ai assez d'être séparé de ma famille. Je suis fatigué et malade de te voir tout le temps courir avec d'autres hommes et non ton mari. Je t'aime, ma chérie. »
Plusieurs hypothèses existent concernant l'origine et l'auteur de la lettre. Son mari est souvent évoqué comme étant l'auteur. Les intentions de la lettre ne sont jamais évidentes. Elles sont soit volontaires, soit présumées commanditées par un tiers : le bureau du DFL, ou son opposant républicain Odin Langen,. Après la défaite de Coya Knutson, son mari rejette la paternité de cette lettre, prétendant qu'elle a été écrite par une autre personne (vraisemblablement soit par Maurice Nelson, l'avocat de Langen ou James Turgeon, président du comité démocrate du Minnesota).

### Après le Congrès
Après avoir quitté son mari, elle s'installe de nouveau à Washington avec son fils. Elle se représente aux élections de 1960, où elle obtient de nouveau l'investiture du DFL, mais échoue aux élections générales devant Langen.
En juin 1961, elle est nommée par le président John F. Kennedy comme officier de liaison au département de la Défense, où elle sert jusqu'en 1970,. Elle tente d'obtenir la nomination pour le DFL lors d'une élection spéciale en 1977. Elle échoue aux primaires. Cette tentative entraîne son retrait définitif de la vie politique.
Elle meurt le 10 octobre 1996 à Edina, à l'âge de 84 ans.

## Vie privée
Coya Gjesdal épouse Andy Knutson en 1940, propriétaire d'un hôtel à Oklee. En 1948, le couple adopte un garçon orphelin appelé Terry (1939-2024),. Son mari, atteint d'alcoolisme, se montre souvent violent envers elle et son fils, l'obligeant à masquer ses ecchymoses et à placer son fils chez ses parents. 
Ils divorcent en 1962. Cette même année, leur fils Terry Knutson alors étudiant, se lance dans la campagne pour être représentant de la Chambre des représentants du Minnesota.

## Postérité

### Héritage
Jusqu'à l'élection de Betty McCollum (également représentante DFL pour le 4e district du Minnesota) en 2000, Coya Knutson était la seule femme jamais élue à la délégation du Minnesota pour le Congrès des États-Unis.
En dépit de sa carrière politique réduite, Coya Knutson est célébrée pour ses réalisations politiques et son parcours atypique parmi ses contemporains. Elle parvient à mener des campagnes victorieuses malgré les difficultés causées par ses origines sociales modestes. Elle dénote également par son profil de représentante des États-Unis à une époque où les femmes sont rares au Congrès,, mais aussi parce que d'autres femmes politiques font carrière soit pour remplacer leurs époux en cas de décès ou de démission, soit grâce aux fonds étendus de leur famille. 
Elle doit également sa célébrité aux raisons de l'échec de sa réélection, faisant de son cas un exemple typique du sexisme touchant les femmes en politique — les exigences familiales et domestiques étant encore très présentes dans le rôle des femmes dans la société.

### Hommages
La ville d'Oklee, dans laquelle Knutson a commencé sa carrière politique, a installé un panneau de bienvenue rappelant aux visiteurs l'histoire de la ville qui a accueilli la « 1re représentante du Minnesota ». En date d'août 2024, le panneau a été retiré de son emplacement. 
Un mois après son décès, l'ancien vice-président Walter Mondale déclare à son sujet au Washington Post : « Elle était pleine de vie […] Elle était vive et les gens l'appréciaient. Elle ressemblait à Hubert Humphrey. En rentrant dans une pièce, elle pouvait réveiller les morts. »
En 2022, les sénatrices du Minnesota Amy Klobuchar et Tina Smith proposent plusieurs résolutions afin d'honorer sa mémoire et son travail. Une première résolution honorifique est adoptée le 30 septembre 2022 par le Sénat. Une seconde souhaitant renommer un bâtiment du United States Postal Service situé à Oklee ne parvient pas à être soumise à un vote, après son introduction le 14 novembre 2022.
Le 23 août 2024, le bâtiment de l'USPS d'Oklee est renommé en son nom. La cérémonie se fait en présence de la famille de Knutson, de la représentante Michelle Fischbach, du Minnesota, de Gretchen Beito (autrice de la biographie de Knutson) ainsi que de l'équipe de la sénatrice Klobuchar.

## Résultats électoraux

### Primaires démocrates
| Parti politique | Parti politique | Candidat         | Votes  | %     |
| --------------- | --------------- | ---------------- | ------ | ----- |
|                 | DFL             | Coya Knutson     | 11 069 | 45,08 |
|                 | DFL             | Curtiss T. Olson | 5 938  | 24,18 |
|                 | DFL             | Thomas A. Letnes | 4 104  | 16,71 |
|                 | DFL             | Oscar A. Johnson | 2 493  | 10,15 |
|                 | DFL             | Torfin A. Teigen | 953    | 3,88  |
| Total           | Total           | Total            | 24 557 | 100   |

| Parti politique | Parti politique | Candidat                 | Votes  | %    |
| --------------- | --------------- | ------------------------ | ------ | ---- |
|                 | DFL             | Mike Sullivan            | 27 754 | 78,4 |
|                 | DFL             | Coya Knutson             | 4 503  | 12,7 |
|                 | DFL             | Bill Kjeldahl            | 2 819  | 8    |
|                 | DFL             | F. E. « Fritz » Anderson | 305    | 0,9  |
| Total           | Total           | Total                    | 35 381 | 100  |

### Élections de la Chambre des représentants
| Parti politique | Parti politique | Candidat     | Votes  | %    |
| --------------- | --------------- | ------------ | ------ | ---- |
|                 | DFL             | Coya Knutson | 48 999 | 51,2 |
|                 | Républicain     | Harold Hagen | 46 664 | 48,8 |
| Total           | Total           | Total        | 95 663 | 100  |

| Parti politique | Parti politique | Candidat     | Votes   | %    |
| --------------- | --------------- | ------------ | ------- | ---- |
|                 | DFL             | Coya Knutson | 58 916  | 52,7 |
|                 | Républicain     | Harold Hagen | 52 937  | 47,3 |
| Total           | Total           | Total        | 111 853 | 100  |

| Parti politique | Parti politique | Candidat     | Votes  | %    |
| --------------- | --------------- | ------------ | ------ | ---- |
|                 | Républicain     | Odin Langen  | 47 863 | 50,7 |
|                 | DFL             | Coya Knutson | 46 473 | 49,3 |
| Total           | Total           | Total        | 94 336 | 100  |

| Parti politique | Parti politique | Candidat     | Votes   | %    |
| --------------- | --------------- | ------------ | ------- | ---- |
|                 | Républicain     | Odin Langen  | 62 322  | 52,2 |
|                 | DFL             | Coya Knutson | 57 114  | 47,8 |
| Total           | Total           | Total        | 119 436 | 100  |